# Tundža
Tundža (bugarski: Тунджа, turski: Tunca ili Tuncay) je rijeka u Bugarskoj i Turskoj, najveća lijeva pritoka rijeke Marice, koja se u nju ulijeva kod grada Drinopolja.
Rijeka izvire ispod vrha Boteva na Staroj Planini, sjeverno od grada Kalofer, zatim plovi ravno na istok, tada naglo skreće na jug, prije grada Jambol. Iza grada Jambol ulazi u Tursku, gdje se kod Drinopolja ulijeva u rijeku Maricu. Rijeka Tundža duga je 390 km, od toga 350 kilometara u Bugarskoj, tako da je jedna od najvažnijih bugarskih rijeka.  Tundža ima 50 pritoka, od kojih su najvažnije Močurica, Popovska i Sinapovska rijeka.
U gornjem dijelu rijeke napravljena su dva velika akumulacijska jezera; Koprinka (prije zvano jezero Georgi Dimitrov) i Žrepčevo.
Rijeka Tundža teče kroz gradove; Kalofer, Jambol, Elhovo i Drinopolje.

## Vanjske poveznice
|  | Zajednički poslužitelj ima još gradiva o temi Tundža |